# Jajca
Jajca (bosnyákul és horvátul Jajce, szerbül Јајце / Jajce) város Bosznia-Hercegovinában, Közép-Bosznia kantonban. A középkori Bosnyák Királyság utolsó fővárosa és királyi székhelye volt.

## Fekvése
Banja Lukától 50 km-re délre, az Orbász folyó partján fekszik.

## Nevének eredete
Neve a szláv jajce (= tojás) főnévből ered, és arról a tojás alakú hegyről kapta, amelyen fekszik.

## Története

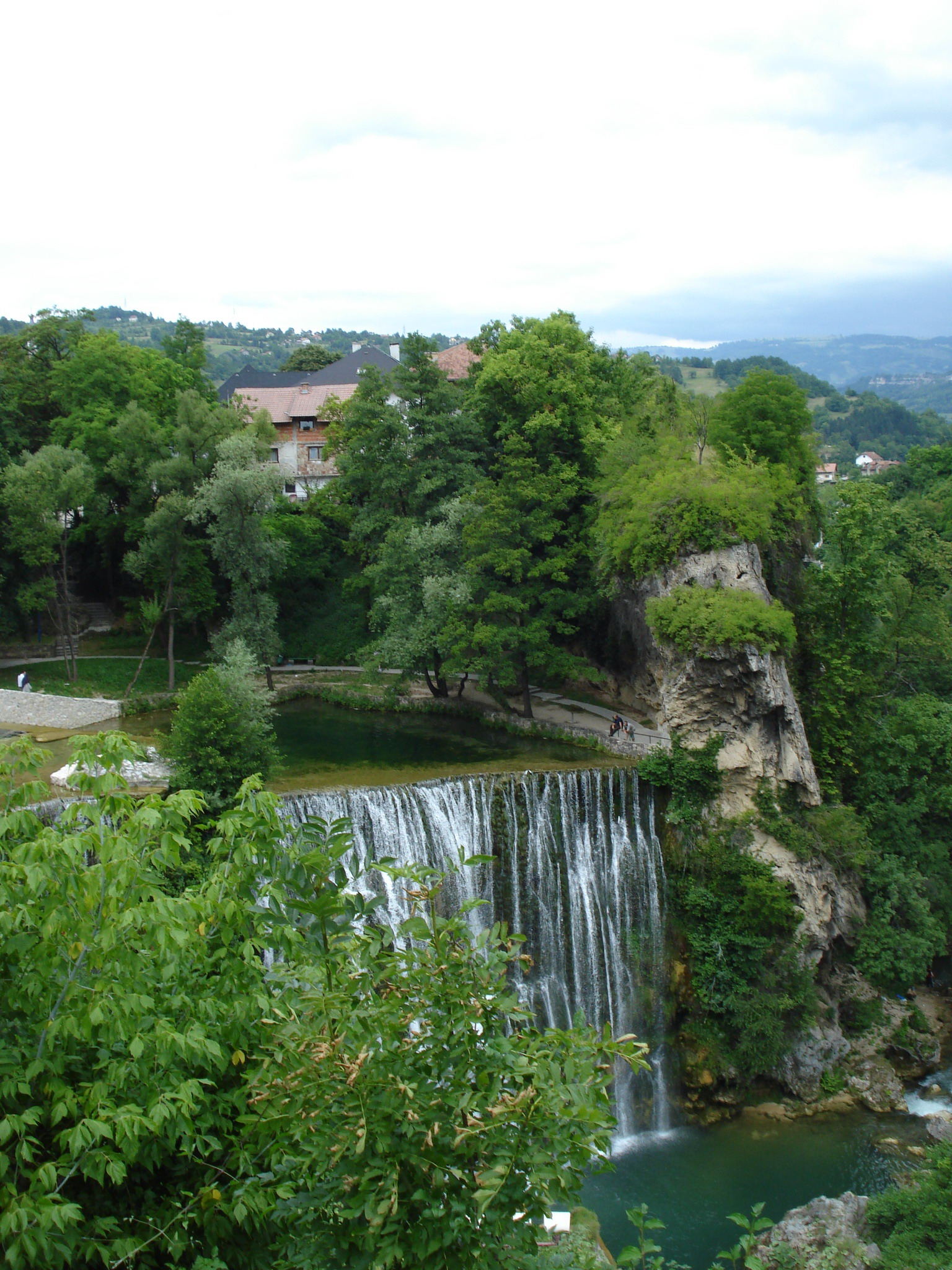
A jajcai vízesés

Az Orbász-menti város a 13. században lett bánság székhelye. Várát 1391 és 1404 között Hervoja építtette, majd a bosnyák királyoké volt. 1434-ben Tallóci Matkó foglalta el Zsigmond részére, de még 1449 előtt visszakerült István Tamás bosnyák király birtokába.
1463-ban várát a török foglalta el, mire Mátyás király december 25-én visszafoglalta.
1464-től 1527-es elestéig Jajcai bánság néven Magyarország része. 1464-ben megint ostromolta a török, de Mátyás felmentette. 1501-ben és 1502-ben ismét ostromolta a török, de Corvin János, 1516-ban Zrínyi Miklós, 1524-ben, utoljára Frangepán Kristóf mentette fel. 1527-ben végül Gazi Huszrev elfoglalta a várost, amely 1878-ig az Oszmán Birodalom fennhatósága alatt maradt. 1878 és 1918 között a Osztrák–Magyar Monarchia része, ezután a Szerb–Horvát–Szlovén Királysághoz, majd Jugoszláviához tartozott. 1943. november 29-én az itt tanácskozó Antifasiszta Tanács határozta el a Jugoszláv Szocialista Szövetségi Köztársaság megalapítását. 1992-ben a boszniai háború során a szerb csapatok elfoglalták. 1995-ben a boszniai horvát erők foglalták vissza. Az 1995-ös daytoni békével a Bosznia-Hercegovinai Köztársaság helyére lépő Bosznia-Hercegovina nagyobbik szövetségi egységének, a Bosznia-hercegovinai Föderációnak („bosnyák-horvát föderáció”) része lett.

## Népesség
Lakossága 1991-ben 45 007 fő volt.
- Bosnyák – 17 380 (38,61%)
- Horvát – 15 811 (35,13%)
- Szerb – 8663 (19,24%)
- Jugoszláv – 2496 (5,54%)
- egyéb, ismeretlen – 657 (1,48%)

## Látnivalók
A város 30 m magas vízeséséről híres, mely a Pliva és a Orbász folyó találkozásánál zúg alá. Csontváry Kosztka Tivadar is megfestette.

## Képek
|  |  |  |

## Kapcsolódó szócikk
- Csontváry Kosztka Tivadar festményeinek listája